# Maxime Dupé
Maxime Dupé (Pleucadeuc, 4 marzo 1993) è un calciatore francese, portiere del Nizza.

## Carriera

### Club
Inizia la sua carriera da calciatore nelle giovanili del JA Pleucadeuc, sua città natale, dove gioca dal 1999 al 2004, prima di passare alla giovanili del Vannes.
Nel 2008 approda nelle giovanili del Nantes per poi essere promosso, nel 2013, alla squadra maggiore. Il 15 febbraio 2014 debutta in campionato nella gara conclusa a reti inviolate contro il Nizza, alla fine della quale viene eletto il migliore in campo.
Il 18 luglio 2023 lascia la Francia per accasarsi ai belga dell'Anderlecht. Tuttavia, dopo appena un semestre fa ritorno in patria, venendo acquistato dal Nizza.

### Nazionale
Ha giocato con la nazionale francese Under-17, Under-18, Under-19 e Under-20. Con quest'ultima, ha vinto il campionato mondiale Under-20 2013, non entrando però in campo neanche una volta.

## Statistiche

### Presenze e reti nei club
Statistiche aggiornate al 25 dicembre 2024.
| Stagione        | Squadra         | Campionato      | Campionato | Campionato | Coppe nazionali | Coppe nazionali | Coppe nazionali | Coppe continentali | Coppe continentali | Coppe continentali | Altre coppe | Altre coppe | Altre coppe | Totale | Totale |
| Stagione        | Squadra         | Comp            | Pres       | Reti       | Comp            | Pres            | Reti            | Comp               | Pres               | Reti               | Comp        | Pres        | Reti        | Pres   | Reti   |
| --------------- | --------------- | --------------- | ---------- | ---------- | --------------- | --------------- | --------------- | ------------------ | ------------------ | ------------------ | ----------- | ----------- | ----------- | ------ | ------ |
| 2013-2014       | Nantes          | L1              | 4          | -3         | CF+CdL          | 0+0             | 0               | -                  | -                  | -                  | -           | -           | -           | 4      | -3     |
| 2014-2015       | Nantes          | L1              | 6          | -5         | CF+CdL          | 3+0             | -4              | -                  | -                  | -                  | -           | -           | -           | 9      | -9     |
| 2015-2016       | Nantes          | L1              | 7          | -12        | CF+CdL          | 4+1             | -6 + -3         | -                  | -                  | -                  | -           | -           | -           | 12     | -21    |
| 2016-2017       | Nantes          | L1              | 16         | -20        | CF+CdL          | 2+2             | -2 + -3         | -                  | -                  | -                  | -           | -           | -           | 20     | -25    |
| 2017-2018       | Nantes          | L1              | 1          | -3         | CF+CdL          | 2+1             | -4 + -3         | -                  | -                  | -                  | -           | -           | -           | 4      | -10    |
| 2018-2019       | Nantes          | L1              | 11         | -17        | CF+CdL          | 3+1             | 1- + 0          | -                  | -                  | -                  | -           | -           | -           | 15     | -18    |
| Totale Nantes   | Totale Nantes   | Totale Nantes   | 45         | -60        |                 | 19              | -26             |                    | -                  | -                  |             | -           | -           | 64     | -86    |
| 2019-2020       | Clermont Foot   | L2              | 27         | -25        | CF+CdL          | 0+0             | 0               | -                  | -                  | -                  | -           | -           | -           | 27     | -25    |
| 2020-2021       | Tolosa          | L2              | 37+3       | -39 + -2   | CF              | 0               | 0               | -                  | -                  | -                  | -           | -           | -           | 40     | -41    |
| 2021-2022       | Tolosa          | L2              | 38         | -33        | CF              | 0               | 0               | -                  | -                  | -                  | -           | -           | -           | 38     | -33    |
| 2022-2023       | Tolosa          | L1              | 38         | -57        | CF              | 0               | 0               | -                  | -                  | -                  | -           | -           | -           | 38     | -57    |
| Totale Tolosa   | Totale Tolosa   | Totale Tolosa   | 116        | -131       |                 | 0               | 0               |                    | -                  | -                  |             | -           | -           | 116    | -131   |
| 2023-gen. 2024  | Anderlecht      | D1              | 7          | -7         | CB              | 2               | 0               | -                  | -                  | -                  | -           | -           | -           | 9      | -7     |
| gen.-giu. 2024  | Nizza           | L1              | 0          | 0          | CF              | 0               | 0               | -                  | -                  | -                  | -           | -           | -           | 0      | 0      |
| 2024-2025       | Nizza           | L1              | 0          | 0          | CF              | 1               | -1              | UEL                | 0                  | 0                  |             | -           | -           | 1      | -1     |
| Totale Nizza    | Totale Nizza    | Totale Nizza    | 0          | 0          |                 | 1               | -1              |                    | 0                  | 0                  |             | -           | -           | 1      | -1     |
| Totale carriera | Totale carriera | Totale carriera | 195        | -223       |                 | 22              | -27             |                    | -                  | -                  |             | -           | -           | 217    | -250   |

### Cronologia delle presenze e reti in nazionale
| Cronologia completa delle presenze e delle reti in nazionale ― Francia under 17 | Cronologia completa delle presenze e delle reti in nazionale ― Francia under 17 | Cronologia completa delle presenze e delle reti in nazionale ― Francia under 17 | Cronologia completa delle presenze e delle reti in nazionale ― Francia under 17 | Cronologia completa delle presenze e delle reti in nazionale ― Francia under 17 | Cronologia completa delle presenze e delle reti in nazionale ― Francia under 17 | Cronologia completa delle presenze e delle reti in nazionale ― Francia under 17 | Cronologia completa delle presenze e delle reti in nazionale ― Francia under 17 |
| Data                                                                            | Città                                                                           | In casa                                                                         | Risultato                                                                       | Ospiti                                                                          | Competizione                                                                    | Reti                                                                            | Note                                                                            |
| ------------------------------------------------------------------------------- | ------------------------------------------------------------------------------- | ------------------------------------------------------------------------------- | ------------------------------------------------------------------------------- | ------------------------------------------------------------------------------- | ------------------------------------------------------------------------------- | ------------------------------------------------------------------------------- | ------------------------------------------------------------------------------- |
| 27-8-2009                                                                       | Vienna                                                                          | Belgio under 17                                                                 | 1 – 4                                                                           | Francia under 17                                                                | Amichevole                                                                      | -1                                                                              |                                                                                 |
| Totale                                                                          |                                                                                 | Presenze                                                                        | 1                                                                               |                                                                                 | Reti                                                                            | -1                                                                              |                                                                                 |

## Palmarès

### Club

#### Competizioni nazionali
- Ligue 2: 1

Tolosa: 2021-2022
- Coppa di Francia: 1

Tolosa: 2022-2023